# Генріх Ізаакс
Генріх Ізаакс (англ. Heinrich Isaacks; нар. 5 березня 1985) — намібійський футболіст, нападник клубу УНАМ.

## Клубна кар'єра
Футбольну кар'єру розпочав у 2004 році в клубі «Цивікс». У сезоні 2005/06 років Генріх виступав за столичну команду під керівництвом Гельмута Шарновського. Того сезону відзначився 20-а голами та був визнаний футболістом року в Намібії. 1 вересня 2006 року підписав контракт з клубом другого дивізіону данського чемпіонату «Сеннер'юск». Спочатку був відправлений в річну оренду, й у разі виходу до Суперліги повинен був перейти до данського клубу на постійній основі. Проте в складі клубу зіграв 9 матчів і відзначився 1 голом. Незважаючи, на те що «Сеннер'юск» залишився у Другому дивізіоні, Ізаакс залишився в команді, яка за підсумками сезону виборола путівку до Суперліги. Тим не менше Генріх повернувся до «Цивіксу», з яким у 2008 році виграв Кубок Футбольної Асоціації. У 2012 році знову був визнаний найкращим футболістом Намібії.
З 2013 року виступав у ПАР. Спочатку захищав кольори «Маріцбург Юнайтед», а з 2014 року — «Блумфонтейн Селтік». У 2015 році повернувся до Намібії, з цього часу виступає в місцевому клубі УНАМ.

## Кар'єра в збірній
Дебютував у національній збірній Намібії в програному (0:1) товариському поєдинку проти ПАР. Виступав у складі збірної в кваліфікації чемпіонату світу 2014 року.

### Голи за збірну
Рахунок та результат збірної Намібії знаходиться на першому місці.
| №  | Дата              | Місце                                  | Суперник | Рахунок | Результат | Змагання                           |
| -- | ----------------- | -------------------------------------- | -------- | ------- | --------- | ---------------------------------- |
| 1. | 23 липня 2006     | стадіон Незалежності, Віндгук, Намібія | Малаві   | 1–1     | 3–2       | Кубок КОСАФА 2006                  |
| 2. | 6 червня 2009     | Сем Нуджома Стедіум, Віндгук, Намібія  | ДР Конго | 3–0     | 4–0       | Товариський                        |
| 3. | 6 червня 2009     | Сем Нуджома Стедіум, Віндгук, Намібія  | ДР Конго | 4–0     | 4–0       | Товариський                        |
| 4. | 15 листопада 2011 | Сем Нуджома Стедіум, Віндгук, Намібія  | Джибуті  | 1–0     | 4–0       | кваліфікація чемпіонату світу 2014 |